# كريستوف ارنولد
كريستوف ارنولد (بالألمانية: Christoph Arnold)‏ (و. 1650 – 1695 م) هو عالم فلك من ألمانيا .
توفي عن عمر يناهز 45 عاماً.